# IC 4499
IC 4499 – gromada kulista znajdująca się w konstelacji Ptaka Rajskiego w odległości około 61 300 lat świetlnych od Słońca oraz 51 200 lat świetlnych od centrum Galaktyki. Została odkryta 13 czerwca 1901 roku przez DeLisle Stewarta. Jest gromadą kulistą leżącą najbliżej południowego bieguna niebieskiego.